# 21. století
21. století podle gregoriánského kalendáře začalo 1. ledna 2001 a skončí 31. prosince 2100.

## Významné události

### 2001–2009

#### 2001

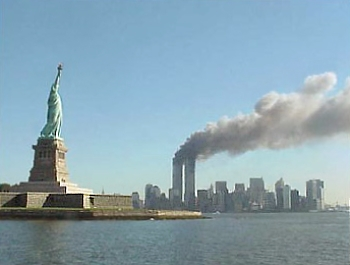
Pohled na zasažené věže WTC od Sochy Svobody

- 15. ledna 2001 byla založena Wikipedie.
- 20. ledna – George W. Bush inaugurován prezidentem USA.
- 28. dubna – Dennis Tito se stal prvním vesmírným turistou, když zaplatil 19 milionů dolarů za návštěvu Mezinárodní vesmírné stanice.
- 11. června – Byla vydána první verze Google Earth, počítačového programu vykreslujícího 3D zobrazení Země primárně na základě satelitních snímků. Původní název byl Earth Viewer a program vytvořila firma Keyhole, Inc.
- 11. září 2001 došlo k teroristickým útokům na New York a Washington. Celkem zabito kolem 3000 lidí. USA vyhlásily válku terorismu (Operace Trvalá svoboda).

#### 2002
- 2002 – Grigorij Perelman prokázal Poincarého domněnku, první z Problémů tisíciletí.
- 6. května – Elon Musk založil SpaceX, soukromou společnost zaměřenou na kosmickou dopravu.
- 20. května 2002 se Východní Timor stal nezávislým státem.
- V srpnu 2002 postihly Čechy katastrofální povodně.
- Říjen – teroristé obsadili moskevské divadlo Na Dubrovce.

#### 2003
- 1. února 2003 shořel v atmosféře raketoplán Columbia.
- 20. března 2003 začala americká invaze do Iráku.
- 14. dubna – v rámci projektu Human Genome Project byla dokončena sekvenace lidského genomu.[1]
- 27. prosince 2003 zemětřesení zničilo íránský Bam a zabilo 23 000 lidí.

#### 2004
- 4. února byla spuštěna sociální síť Facebook.
- 1. května 2004 – rozšíření EU o Česko, Estonsko, Kypr, Litvu, Lotyšsko, Maďarsko, Maltu, Polsko, Slovensko a Slovinsko.
- 21. června – Raketoplán SpaceShipOne uskutečnil první soukromě financovaný lidský vesmírný let.
- Rok 2004 vlna terorismu: teroristické útoky v Madridu, násilí v Iráku a v Rusku (teroristický útok na beslanskou školu).

Animovaná verze průběhu šíření tsunami

- Červenec – Technická univerzita v Liberci oznámila objev první průmyslové výroby polymerních nanovláken na světě. Zařízení vyvinuté ve spolupráci s firmou Elmarco dostalo název Nanospider.
- 26. prosince 2004 ničivé zemětřesení poblíž ostrova Sumatra způsobilo vlnu tsunami, která zasáhla Indonésii, Thajsko, Srí Lanku, Indii a také Somálsko (na druhé straně oceánu). Zahynulo na 250 000 lidí.

#### 2005
- 14. února byl spuštěn YouTube, později největší internetový server pro sdílení videosouborů.
- 7. července 2005 teroristické útoky v Londýně.
- 25. srpna 2005 hurikán Katrina zničil New Orleans.
- 8. října 2005 silné zemětřesení postihlo Kašmír.
- 22. listopadu – Angela Merkelová se stala první ženou zvolenou za kancléře Německa. A roku 2020 je třetí nejdéle úřadující po Otto von Bismarckovi a Helmutu Kohlovi od založení funkce roku 1867.

#### 2006
- 21. března – Byla založena sociální síť Twitter.
- 12. června 2006 začal konflikt mezi Izraelem, Hizballáhem a Hamásem.
- 11. července 2006 byly spáchány teroristické útoky v Bombaji.
- 3. června 2006 Černá Hora vyhlásila nezávislost na Srbsku.
- 4. října – Byla zprovozněna webová stránka WikiLeaks, která zveřejňuje řady významných tajných dokumentů.
- 9. října 2006 Severní Korea provedla svůj první nukleární test.

#### 2007
- Rumunsko a Bulharsko se připojily k Evropské unii.
- 9. ledna – Steve Jobs uvedl první iPhone, který svou následnou popularitou definoval celou kategorii chytrých mobilních telefonů.
- 16. dubna 2007 – Došlo k masakru na Virginském polytechnickém institutu a státní univerzitě.
- 25. května – Byla uvedena služba Street View, která nabízí panoramatické pohledy ulic z různých částí světa. Původní verze zahrnovala několik měst USA, později začala přibývat další místa.

#### 2008
- 17. února vyhlásilo Kosovo jednostrannou nezávislost na Srbsku.
- 3. května Cyklon Nargis si v Barmě vyžádal přes 100 000 mrtvých. Částečně také kvůli znemožňování účinné pomoci vládou Barmy.
- 12. května postihlo silné zemětřesení čínskou provincii S’-čchuan.
- 1. srpna až 16. srpna začala válka v Jižní Osetii mezi Gruzii a separatistickou Jižní Osetii. 11. srpna se do konfliktu zapojilo Rusko vytlačením gruzínských jednotek z Jižní Osetie a obsazením měst Gori a přístavu Ploti.
  - 26. srpna byly Jižní Osetie a Abcházie uznány Ruskem jako samostatné státy.
- 8. srpna–24. srpna v čínském Pekingu proběhly Letní olympijské hry.
- 10. září CERN poprvé spustil Velký hadronový urychlovač.
- 15. září pád banky Lehman Brothers spustil celosvětovou finanční krizi.
- 26. listopadu pákistánští teroristé spáchali teroristické útoky v Bombaji.

#### 2009
- 1. ledna Česká republika se stala předsednickou zemí Rady Evropy.
- 18. ledna končí válka v Gaze.
- 20. ledna Barack Obama se stal prvním afroamerickým prezidentem Spojených států amerických.
- 1. dubna Albánie a Chorvatsko se připojily k NATO.
- 18. května skončila občanská válka mezi vládou Srí Lanky a separatistickou skupinou Tamilští tygři. (Začala 1984.)
- 12. června se v Íránu uskutečnily prezidentské volby, které vyhrál Mahmúd Ahmadínežád. Opozice zpochybnila výsledky voleb a následně v zemi propukly nepokoje.
- 3. listopadu – Česká republika ratifikovala Lisabonskou smlouvu, která byla dokončena 13. prosince 2007 v Lisabonu.

### 2010–2019

#### 2010
- 12. ledna – zemětřesení na Haiti 2010 – otřesy o síle 7 stupňů Richterovy stupnice zabily přes 150 000 lidí. Stovky tisíc lidí přišly o střechu nad hlavou.
- 12.–28. února – XXI. zimní olympijské hry v kanadském Vancouveru.
- 26. března – jihokorejská korveta Čchónan (PCC-772) byla potopena v důsledku výbuchu severokorejského torpéda. Zahynulo 46 námořníků.
- 8. dubna – Barack Obama a Dmitrij Medveděv podepsali v Praze smlouvu o snížení počtu jaderných zbraní.
- 10. dubna – havárie Tu-154 u Smolenska, při níž zemřel polský prezident Lech Kaczyński, jeho manželka a několik dalších desítek významných vládních představitelů.
- 14. dubna – výbuch sopky na Islandu, která se nachází pod ledovcem Eyjafjallajökull, vedl k mnohatýdennímu přerušení letecké dopravy přes celý severozápad Evropy.
- 20. dubna – u pobřeží Louisiany explodovala plovoucí ropná plošina Deepwater Horizon. Následný unik ropy do vod Mexického zálivu, způsobil největší ekologickou katastrofu v historii těžby ropy.
- 19. srpna – poslední bojová brigáda americké armády se stáhla z Iráku. Skončila tak americká účast ve válce v Iráku.
- 6. října – Byla zveřejněna sociální síť Instagram.
- 17. prosince – v Tunisku se před úřadem vlády upálil šestadvacetiletý prodavač Muhammad Buazízí, na protest proti špatným životním podmínkám, nezaměstnanosti a korupci. Odstartoval tak vlnu nepokojů v arabských zemích, označovanou jako Arabské jaro.

#### 2011

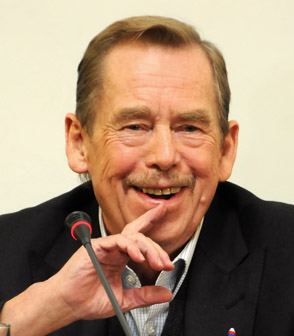
Zemřel Václav Havel, první prezident České republiky.

- 14. ledna – Watson, počítač IBM, porazil člověka v americké vědomostní soutěži Jeopardy!
- 14. ledna – Po rozsáhlých celonárodních protestech abdikoval 2011 prezident Zín Abidín bin Alí. Završila se tak Tuniská revoluce a země zahájila svůj přechod k demokracii.
- 15. února – Začala Občanská válka v Libyi.
- 11. března – Zemětřesení a tsunami v Tóhoku 2011 – výbuch jaderné elektrárny Fukušima.
- 15. března – Začala Občanská válka v Sýrii.
- 21. července – Ukončení letů amerických raketoplánů (Space Shuttle) přistáním raketoplánu Atlantis v rámci mise STS-135.
- 22. července – Norský terorista Anders Behring Breivik usmrtil celkem 77 lidí při bombové explozi v Oslu a následné střelbě na ostrově Utøya.
- 7. září – U ruského města Jaroslavl se zřítilo letadlo Jakovlev 42 s hokejovým týmem Lokomotiv Jaroslavl, na jehož palubě byli i čeští hokejisté Karel Rachůnek, Jan Marek a Josef Vašíček a slovenský hokejista Pavol Demitra.
- 17. září – V parku Zuccotti v Dolním Manhattanu hnutí Occupy Wall Street začalo protestovat proti nerovnoměrnému rozdělení příjmů.
- 17. prosince – Po téměř sedmnácti a půl let vládnutí zemřel Kim Jong-il, nejvyšší vůdce Severní Koreje. Moc zdědil jeho syn Kim Jong-un.
- 18. prosince – Zemřel bývalý český prezident Václav Havel.

#### 2012
- 2012 – bylo prokázáno, že CRISPR může být využit jako nástroj genetického inženýrství pro editaci genů v lidské buněčné kultuře.
- 2012 – Fyzici z CERN objevili Higgsův boson pomocí Velkého hadronového urychlovače. Jde o poslední předpokládanou částici standardního modelu.
- Fenomén roku 2012 – mnoho lidí věřilo na velké změny světa.
- 6. února – Vlivem protestů, které pomáhala organizovat Česká pirátská strana, premiér Nečas pozastavil ratifikaci ACTA, kontroverzní mezinárodní obchodní dohody pro vynucování duševního vlastnictví.
- 5.– 6. června – přechod Venuše přes sluneční disk, pozorovatelný z Havaje, Aljašky, Austrálie, Pacifiku a východní Asie, počátek přechodu viditelný též ze Severní Ameriky.

#### 2013
- Počátkem roku 2013 – Světové prodeje chytrých telefonů poprvé překročily prodeje klasických mobilních telefonů.
- 8. března – Miloš Zeman se stal prezidentem České republiky vlivem první přímé volby prezidenta ČR.

#### 2014
- 6. dubna – začala Válka na východní Ukrajině.
- 14. června – Čínská Státní rada oficiálně představila Systému sociálního kreditu.
- Říjen 2014 – Čína po skoro 150 letech vystřídala USA v roli největší světové ekonomiky.

#### 2015
- 2015 – naplno začíná Evropská migrační krize.
- 14. září – proběhlo první pozorování gravitačních vln na americkém detektoru LIGO.
- 13.–14. listopad – teroristické útoky v Paříži: 130 mrtvých, pachatel: Islámský stát.
- 30. listopadu – začala Klimatická konference v Paříži, na které byla přijata Pařížská dohoda ke současné změně klimatu.

#### 2016
- 12. června – Kolem 50 lidí bylo zabito a 53 zraněno při teroristickém útoku na gay klub ve floridském městě Orlando.
- 23. června – Britové se v referendu rozhodli pro Brexit, neboli opustit Evropskou unii. Britský premiér David Cameron oznámil záměr rezignovat.
- 8. listopadu – Donald Trump zvítězil v amerických prezidentských volbách.
- 1. prosince – Byla spuštěna první fáze EET.

#### 2017
- 20. ledna – Donald Trump byl inaugurován prezidentem USA.
- 26. ledna – Americký prezident Donald Trump vydal exekutivní příkaz k výstavbě zdi na hranici s Mexikem.
- 2. května – český premiér Bohuslav Sobotka oznámil, že podá demisi do rukou prezidenta republiky Miloše Zemana. Šlo o reakci na kauzu korunových dluhopisů ministra financí Andreje Babiše.
- 23. května – český prezident Miloš Zeman podepsal milost pro Jiřího Kajínka odsouzeného za dvojnásobnou nájemnou vraždu.
- 1. června – Americký prezident Donald Trump oznámil odstoupení své země z Pařížské klimatické dohody.
- 15. června – Roamingové poplatky byly v rámci Evropské unie zrušeny.[2]
- 6. září – Poslanecká sněmovna Parlamentu České republiky schválila vydání poslanců hnutí ANO Andreje Babiše a Jaroslava Faltýnka k trestnímu stíhání.
- 20.–21. října – volby do Poslanecké sněmovny Parlamentu ČR vyhrálo hnutí ANO, na druhém místě ODS následovaná Piráty.

#### 2018
- 26.–27. ledna – v druhém kole volby prezidenta České republiky 2018 Miloš Zeman s 51,36 % těsně porazil Jiřího Drahoše.
- 2. března – tisíce lidí na Slovensku a v Evropě se vydaly na pietní pochod na památku zavražděného novináře Jána Kuciaka a jeho snoubenky Martiny Kušnírové.
- březen – Vypukl skandál při zjištění, že Cambridge Analytica (mj. prostřednictvím Alexandera Nixe a Aleksandra Kogana) posbírala osobní data milionů uživatelů Facebooku bez jejich souhlasu a použila je v politické kampani. Generální ředitel Facebooku Mark Zuckerberg byl později přiměn svědčit před kongresem Spojených států.
- 15. května – krymský most byl otevřen pro osobní silniční dopravu.
- 25. května – v Evropské unii vstoupilo v platnost Obecné nařízení o ochraně osobních údajů (GDPR).
- 12. června – prezident USA Donald Trump se setkal s vůdcem KLDR Kim Čong-unem v Singapuru a obecně se dohodli na jaderném odzbrojení KLDR.
- 27. června – Miloš Zeman jmenoval druhou vládu Andreje Babiše.
- 25. listopadu – Rusko zastavilo tři lodě Ukrajinského námořnictva poté, co nákladní lodí zatarasilo prostor pod Krymským mostem. Ukrajinské lodě byly po ostré střelbě zabaveny a nejméně tři ukrajinští námořníci byli zraněni.

#### 2019

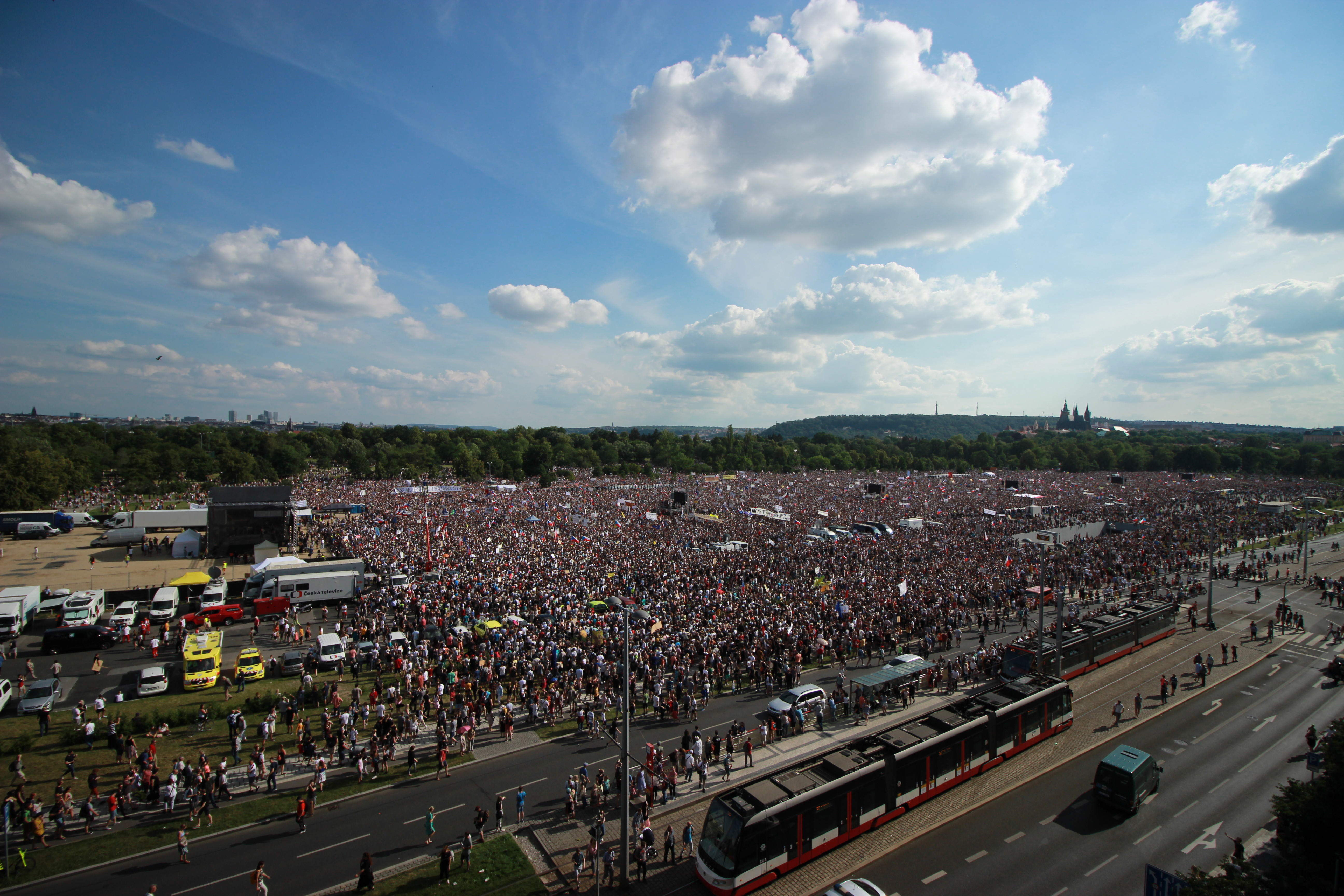
Největší česká demonstrace v tomto století byla proti premiérovi Andreji Babišovi a ministryni spravedlnosti Marii Benešové

- leden až říjen – Během nebývale dlouhého období sucha v Amazonském pralese, v důsledku globálního oteplování, žďáření a laxního přístupu Jaira Bolsonara, nového prezidenta Brazílie, došlo k abnormálně intenzivním požárům, které spálily plochu zhruba 9 060 km2.
- 15. března – Nejméně 50 lidí bylo zabito při útocích na dvě mešity během pátečních modliteb v novozélandském městě Christchurch.
- 30. března – V prezidentských volbách na Slovensku zvítězila Zuzana Čaputová se ziskem 58,4 % hlasů při volební účasti 41,79 %.
- 10. dubna – Byla zveřejněna první fotografie okraje černé díry.[3]
- 15. dubna – V Paříži vyhořela slavná katedrála Notre-Dame.
- 17. května – Tchaj-wan jako první stát v Asii uzákonil stejnopohlavní manželství.
- 16. června – Téměř dva milióny lidí v Hongkongu demonstrovali proti návrhu zákona, který by umožnil vydávání lidí do pevninské Číny.[4] Obávali se, že by šlo o vážné ohrožení relativní svobody a politiky Jedna země, dva systémy. Kvůli nepokojům byl několikrát přerušen provoz letiště,[5] uzavřeny školy či došlo k ochromení vlakových uzlů.[6]
- 23. června – Na demonstraci Je to na nás! proti premiérovi Andreji Babišovi a ministryni spravedlnosti Marii Benešové se na Letné sešlo 283 tisíc lidí, což je na území Česka nejvíce od roku 1989, resp. nejvíce v tomto století.[7]
- 11. listopadu – V australských státech Queensland a Nový Jižní Wales byl poprvé v historii vyhlášen stav ohrožení kvůli rozsáhlým lesním požárům a byla nařízena evakuace obyvatel.

### 2020–2029

#### 2020

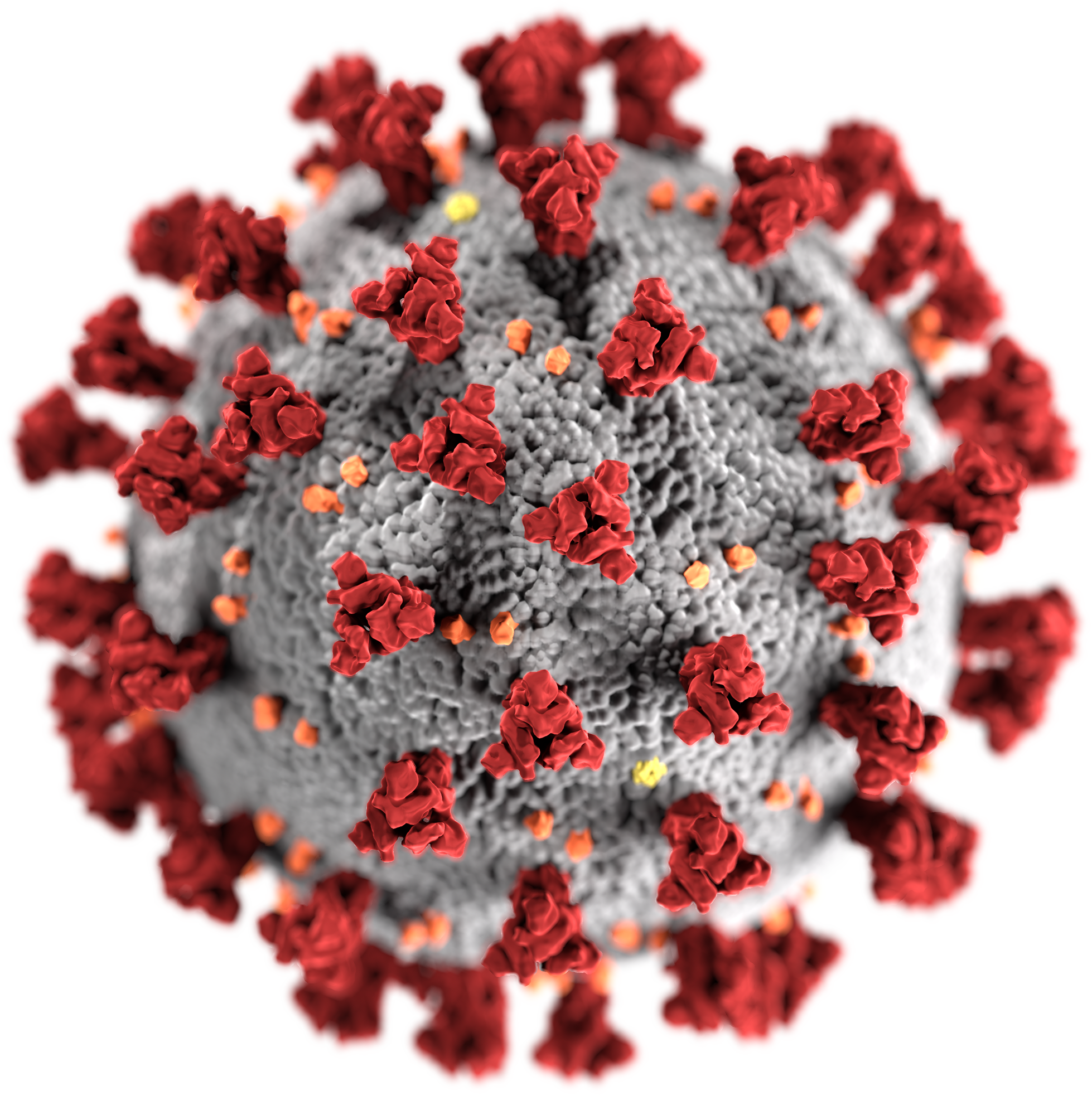
Model nového koronaviru SARS-CoV-2, který roku 2020 vyvolal pandemii.

- 2020 – Na přelomu roků 2019 a 2020 vypukla epidemie koronaviru SARS-CoV-2 v čínském městě Wu-chan. Počty nakažených a mrtvých, v průběhu roku 2020, mnohonásobně překonaly epidemii SARS, která vypukla roku 2002. Nemoc se rozšířila do většiny ostatních států a WHO to označila za pandemii. Mnohé zasažené státy, včetně ČR, přijaly přísná karanténní opatření.
- 31. ledna – Po letitých politických sporech Spojené království vystoupilo z Evropské unie.
- 25. května – V americkém Minneapolisu byl při nepřiměřeném policejním zásahu zabit George Floyd, což vedlo k rasovým nepokojům nejen v USA a k odstartování hnutí Black Lives Matter.
- 31. května – Začátek běloruských protestů proti prezidentovi Alexandru Lukašenkovi.

#### 2022
- 24. února – Začátek ruské invaze na Ukrajinu.

#### 2024
- 8. prosince – Pád režimu Bašára Asada v Sýrii.

## Očekávané události

### Věda a technika
- 2020–2030 – přistání na Měsíci s lidskou posádkou a vybudování stálé měsíční základny americkou vesmírnou agenturou NASA.
- 2025 – poblíž francouzského města Cadarache bude spuštěn experimentální reaktor jaderné fúze ITER
- 2030–2033 – v rámci programu Aurora měl proběhnout první pilotovaný let k Marsu Evropské kosmické agentury
- 2020–2025 – vývoj, zkouška a možná i výroba robotů, kteří budou dělat potřebné činnosti pro lidi
- 2030–2040 – je očekáváno uvedení do provozu nadzvukového letadla Reaction Engines A2

### Astronomie
- 2060 – konjunkce pěti planet Sluneční soustavy (Merkur, Venuše, Mars, Jupiter, Saturn)
- 2061 – návrat Halleyovy komety

## Představy umělců ve sci-fi

### Film
- 2015 – Návrat do budoucnosti II (1989)
- 2018 – Terminátor Salvation (2009)
- 2022 – Útěk z Absolonu (1994)
- 2027 – Potomci lidí (2006)
- 2029 – Terminátor (1984) a Terminátor 2: Den zúčtování (1991)
- 2032 – Demolition Man (1993)
- 2035 – Já, robot (2004)
- 2054 – Minority Report (2002)
- 2087 – Pluto Nash (2002)